# Окольский, Симон

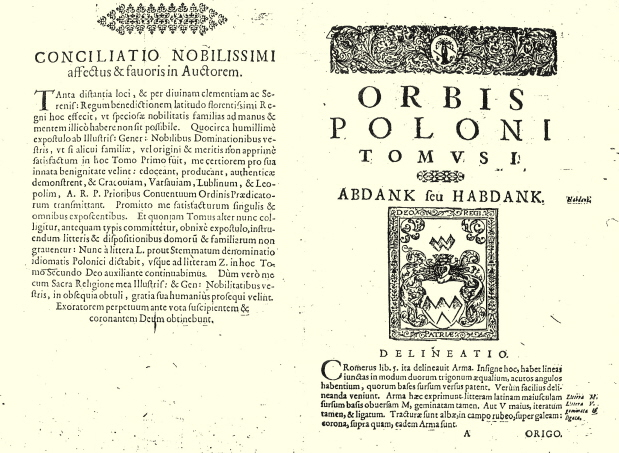
Страница из гербовника С.Окольского «Orbis Poloni» (1642, Краков)

Си́мон Око́льский (пол. Szymon Okolski) из рода Равичей (1580—1653) — историк, геральдик, составитель польского гербовника, известный проповедник. Родился в г. Каменец-Подольский, где и принял посвящение в доминиканский орден. Будучи монахом, активно проповедовал в городе и его окрестностях и приобрёл известность среди местного населения (Окольского прозвали «Шимон из Каменца»).

## Биография
В 1637—1638 гг. Окольский в качестве полкового священника сопровождал полевого гетмана М. Потоцкого, по прозванию «Медвежья лапа», в двух походах против восставших запорожцев. Предводителями казаков были Я. Острянин и Д. Гуня. В пути Окольский вёл заметки, которые стали ценным источником информации для историков. Эти дневники были переведены с польского на русский язык историком С. Лукомским в 1738 г. и затем использованы С. Величко при написании «Летописи событий в Юго-Западной России в XVII в.» (1848-64). Полевые заметки Окольского предположительно были использованы Н. В. Гоголем при написании исторического романа «Тарас Бульба».
Другим вкладом Окольского в культуру стало геральдическое сочинение «Orbis Poloni» (в переводе с латыни — «Мир Польский») — трёхтомный геральдический справочник, написанный на латыни, в котором содержалось описание всех польских дворянских гербов, с указанием их происхождения, связанных с ними легенд, перечнями фамилий, относящихся к каждому гербу, и выдающимися деяниями представителей того или иного рода. Книга прошла апробацию и конфирмацию у представителей церкви и Ордена (в том числе у брата Якоба Д. Потоцкого, провинциаля Русской провинции доминиканского ордена, у пронунция брата Августина де Имола и других), получила одобрение короля Владислава IV. Она оказалась чрезвычайно востребованной, причём не только в Польше, но и среди русского дворянства, многие представители которого имели польские корни. Как известно, доказательство благородного происхождения и уточнение герба было очень важным вопросом в обществе XVII века и в последующие столетия; наличие подробного справочника существенно облегчало эту задачу. Став экспертом в этой области, Окольский консультировал многие аристократические семейства. Например, известно, что он восстанавливал герб вернувшегося в Польшу князя А. М. Курбского. «Orbis Poloni» до настоящего времени цитируют специалисты по геральдике.
Признание общественной значимости труда Окольского выразилось, в частности, в присвоении ему учёного звания и степени: в 1641 г., когда был издан первый том, он имел степень бакалавра св. Фомы (и тогда же был назначен настоятелем доминиканского монастыря в Каменце-Подольском); два года спустя, к моменту выхода второго тома, стал профессором. В 1648 г. Окольский вступил на пост генерала (провинциаля) доминиканского ордена на Руси. Центр подведомственной ему провинции находился во Львове.

## Сочинения Окольского

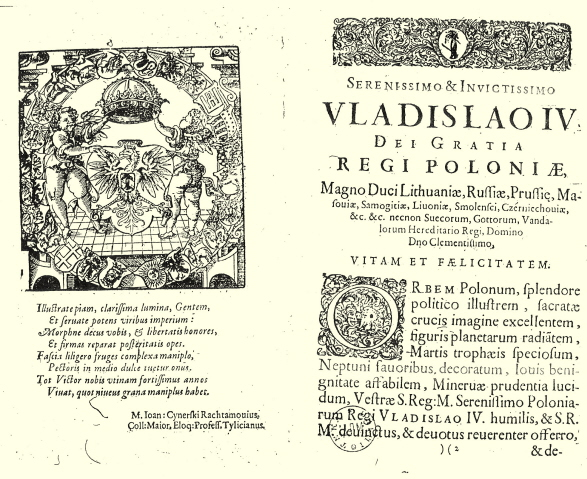
«Orbis Poloni» открывается благодарственным обращением к королю Владиславу IV

- Дневник военных действий между королевским войском и запорожцами в январе 1637 г. (пол.  «Dyaryusz transactiey wojennej między wojskiem koronnem i zaporoskiem w r. 1637 miesiąca Grudnia przez Mikołaja Potockiego zaczętej i dokończonej» Архивная копия от 26 марта 2012 на Wayback Machine; Замосць, 1638)
- Продолжение военного дневника (пол. «Kontynuacya dyaryusza wojennego»; Краков, 1639)
- «Orbis polonus etc.» (Краков, 1641—43) — геральдическое сочинение о польской шляхте, с историческими сведениями о родах.
- «Żywoty niektórych św. zakonnic dominikanek» (Краков, 1638, часть I. Часть II. «Niebo ziemskie Anjolów w ciele palma i lilija ozdobione etc.» Львов, 1644).
- «Kioviensium et Czernichoviensium episcoporum etc. ordo et numeris descriptus» (Львов, 1646; перевод на польский язык ксендза Серватовского издан в Кракове в 1853 г.)
- «Russia florida etc.» (Львов, 1646; 7-е издание — Лейпциг, 1759) — история доминиканского ордена на Руси, причём сообщаются общие сведения о населении, областях, монастырях русских и т. п.

Кроме того, в Доминиканском монастыре во Львове хранились рукописи и письма Окольского («Miscellanea»).